# 신내역
신내역(新內驛, Sinnae station)은 서울특별시 중랑구 신내동에 있는 서울 지하철 6호선과 경춘선의 환승역이다. 서울 지하철 6호선에서는 유일한 지상역이며, 심야에 1편성이 주박한다.

## 연혁
- 2010년 2월: 경춘선 신내역 착공
- 2010년 12월 21일: 선로 개통
- 2012년 10월 30일: 역명 확정[2]
- 2013년 4월 10일: 2013년 9월 14일로 개통일을 최종 확정함[3]
- 2013년 12월 28일: 경춘선 신내역 개통과 함께 영업 개시
- 2015년 3월 7일: 경춘선 신내역 2·3번 출구 개통
- 2019년 2월 20일: 서울 지하철 6호선 신내역 착공
- 2019년 12월 21일: 서울 지하철 6호선 신내역 봉화산 ~ 신내 구간 개통과 함께 환승역이 됨[4]

## 역 구조
경춘선 역사는 지상 3층으로 이루어져 있고, 대합실이 지상 2층에, 승강장의 경우 경춘선은 지상 3층에 있으며, 6호선은 지상 1층에 있다.
6호선 신내역은 7호선 장암역, 광주 도시철도 1호선 녹동역과 같은 단선역이며, 역 구조를 놓고 진통을 겪은 끝에 신내차량기지 구내에 단선 임시승강장 형태로 건설하였다. 2019년 12월 21일부터 6호선 전동열차 운행을 개시하였다. 그 외에 서울 경전철 면목선과, 6호선의 구리시, 남양주시 연장이 계획되고 있다. 연장개통 되면 수인·분당선 보정역처럼 지하역사로 개업하게 된다.  
출구는 경춘선 역사와 공용하며, 4개가 있다. 한국철도공사의 경춘선 개찰구를 6호선 개찰구와 공유하므로 6호선 이용 시 개찰구 밖으로 나갔다가 15분 이내에 다시 개찰구 안으로 들어오더라도 환승으로 인정되지 않는다.

### 배선도
신내역과 신내차량사업소의 배선도는 다음과 같다.

### 6호선 승강장
신내차량사업소 내 단선 승강장을 갖춘 임시승강장 형태의 지상역이다. 스크린도어가 설치되어 있다.
| 봉화산 ↑  |
|           |
| 시·종착역 |

| ● 서울 지하철 6호선 | 당역종착 석계 · 고려대 · 동묘앞 · 삼각지 · 효창공원앞 · 응암 방면 |

### 경춘선 승강장
2면 2선의 상대식 승강장을 갖춘 고가역으로, 스크린도어가 설치되어 있다.
| ↑망우 |
| \| １ |
| 갈매↓ |

| 1 | ● 수도권 전철 경춘선 | 갈매 · 평내호평 · 가평 · 춘천 방면        |
| 2 | ● 수도권 전철 경춘선 | 망우 · 상봉 · 회기 · 청량리 · 광운대 방면 |

## 역 주변
| 나가는 곳 | 방면                                       |
| --------- | ------------------------------------------ |
| 1         | 서울의료원 신내데시앙아파트                |
| 2         | 서울중랑공영차고지                         |
| 3         | 중랑경찰서 신내우디안1단지 신내우디안2단지 |
| 4         | 신내차량사업소 IYF링컨학교                 |

## 이용객 변동
2013년 자료는 개통일인 2013년 12월 28일부터 12월 31일까지인 4일치만이 반영된 것이다.
| 노선   | 노선 | 일평균 인원수 (명/일) | 일평균 인원수 (명/일) | 일평균 인원수 (명/일) | 일평균 인원수 (명/일) | 일평균 인원수 (명/일) | 일평균 인원수 (명/일) | 일평균 인원수 (명/일) | 일평균 인원수 (명/일) | 일평균 인원수 (명/일) | 일평균 인원수 (명/일) | 일평균 인원수 (명/일) | 일평균 인원수 (명/일) | 일평균 인원수 (명/일) | 각주  |
| 노선   | 노선 | 2010년                | 2011년                | 2012년                | 2013년                | 2014년                | 2015년                | 2016년                | 2017년                | 2018년                | 2019년                | 2020년                | 2021년                | 2022년                | 각주  |
| ------ | ---- | --------------------- | --------------------- | --------------------- | --------------------- | --------------------- | --------------------- | --------------------- | --------------------- | --------------------- | --------------------- | --------------------- | --------------------- | --------------------- | ----- |
| 6호선  | 승차 | 미개통                | 미개통                | 미개통                | 미개통                | 미개통                | 미개통                | 미개통                | 미개통                | 미개통                |                       |                       |                       |                       |       |
| 6호선  | 하차 | 미개통                | 미개통                | 미개통                | 미개통                | 미개통                | 미개통                | 미개통                | 미개통                | 미개통                |                       |                       |                       |                       |       |
| 경춘선 | 승차 | 미개통                | 미개통                | 미개통                | 135                   | 428                   | 631                   | 700                   | 745                   | 737                   | 817                   | 963                   | 1,170                 | 1,493                 | [ 6 ] |
| 경춘선 | 하차 | 미개통                | 미개통                | 미개통                | 213                   | 526                   | 708                   | 777                   | 808                   | 790                   | 861                   | 948                   | 1,117                 | 1,375                 | [ 6 ] |

## 사진

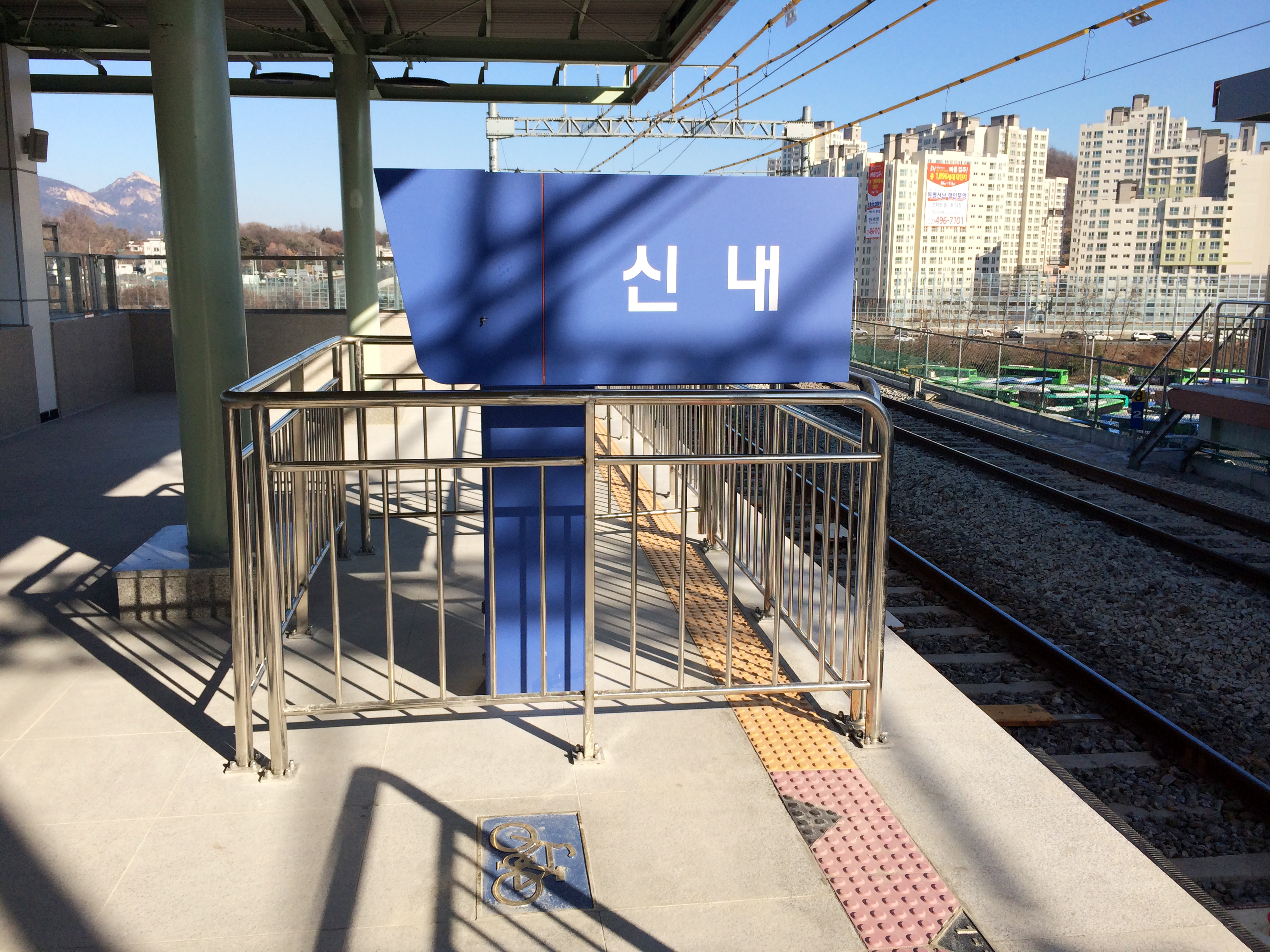
경춘선 승강장 끝 역명판
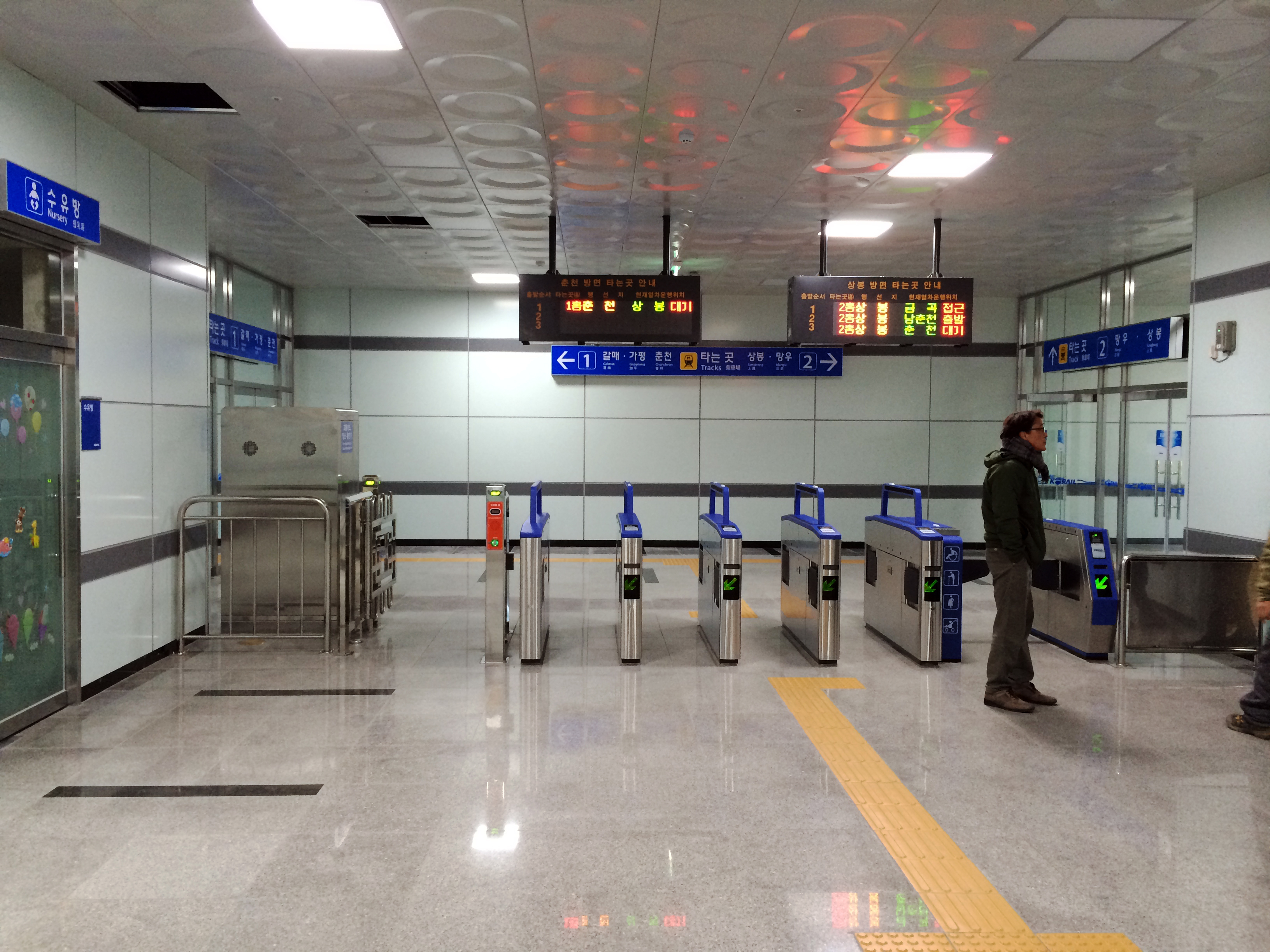
개찰구
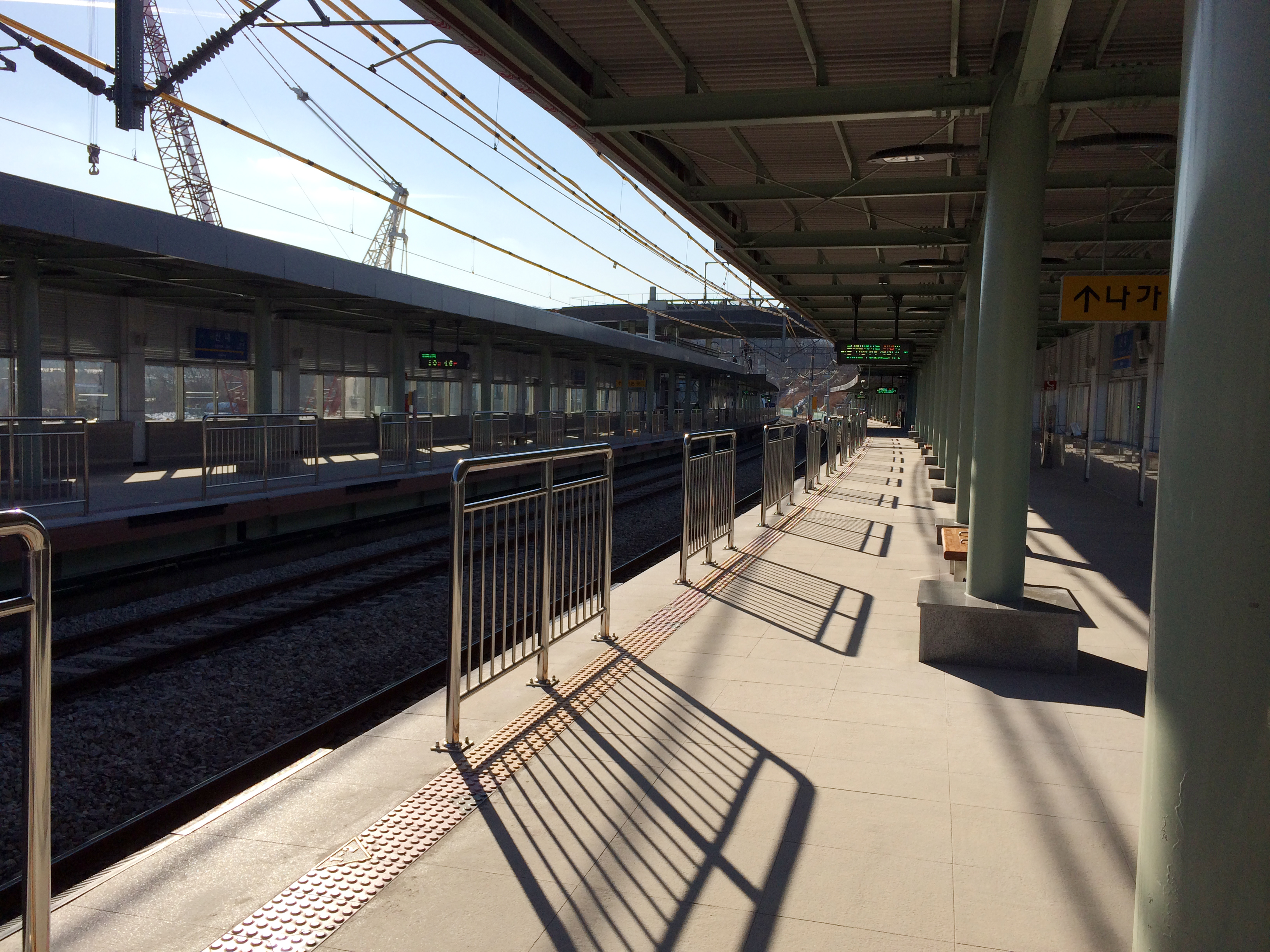
경춘선 승강장 (스크린도어 설치 전)
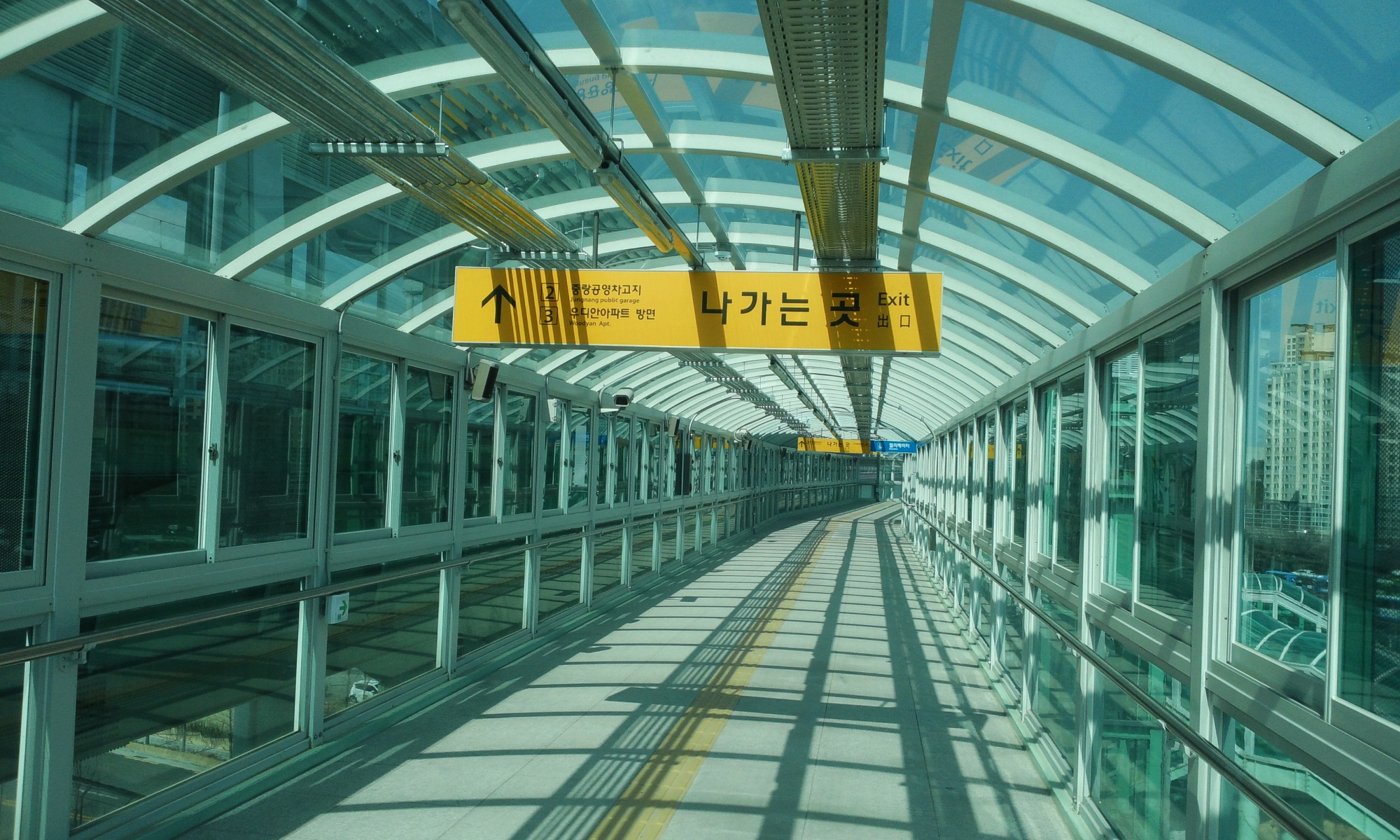
중랑공영차고지 연결 통로
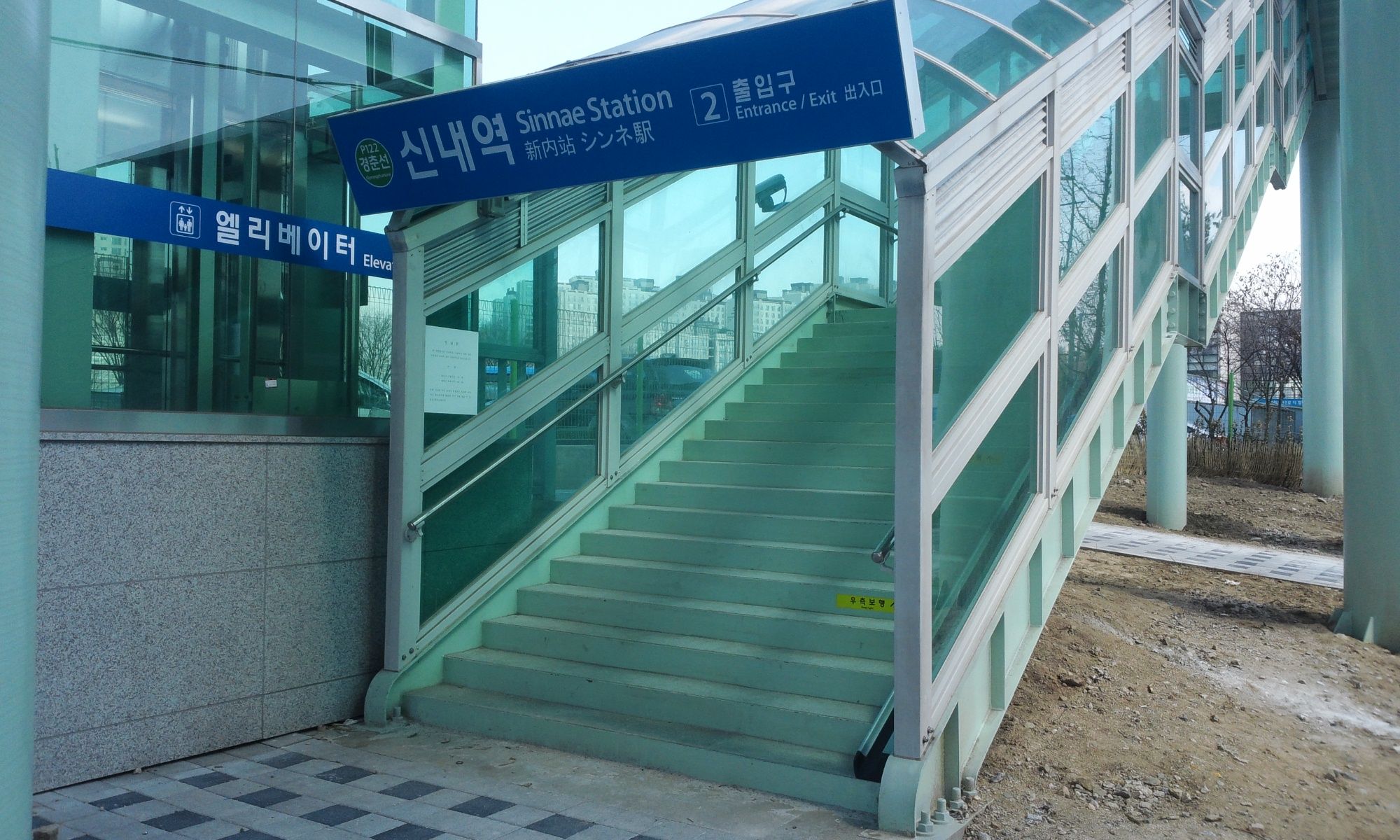
2번 출입구
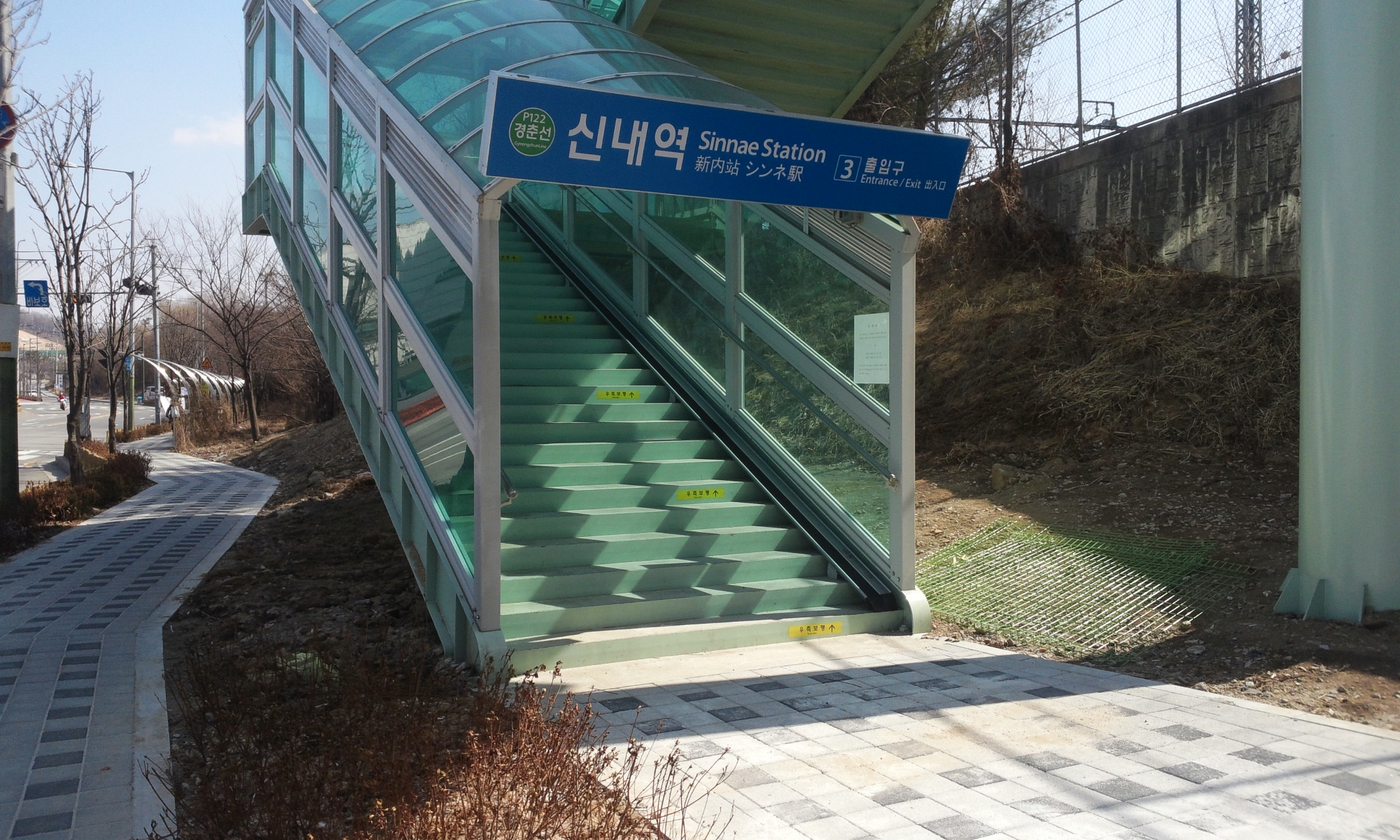
3번 출입구

## 인접한 역
| 서울 지하철 6호선                     | 서울 지하철 6호선         | 서울 지하철 6호선   |
| ------------------------------------- | ------------------------- | ------------------- |
| 647 봉화산 응암 방면                  | ● 서울 지하철 6호선       | 시·종착역           |
| 경춘선                                |                           |                     |
| K121 망우 상봉 · 청량리 · 광운대 방면 | ● 수도권 전철 경춘선 완행 | P123 갈매 춘천 방면 |